# Brahim El Bahraoui
Brahim El Bahraoui (arab. إبراهيم البحراوي, ur. 30 lipca 1992 w Safi) – marokański piłkarz, grający jako napastnik w Olympic Safi. Młodzieżowy reprezentant kraju. Król strzelców GNF 1 w sezonie 2019/2020.

## Kariera klubowa

### Olympic Safi
Zaczynał karierę w Olympic Safi. Występował tam w rezerwach, a do pierwszego zespołu został przeniesiony na początku sezonu 2011/2012.
Zadebiutował w nim 29 października 2011 roku w meczu GNF 1 przeciwko Hassanii Agadir (0:0). Wszedł na boisko w 78. minucie, zastąpił Kamala El Ouassila. Pierwszego gola strzelił 15 listopada 2011 roku w meczu przeciwko Raja Casablanca (porażka 2:1). Do siatki trafił w 29. minucie. Pierwszą asystę zaliczył 29 grudnia 2013 roku w meczu przeciwko Olympique Khouribga (2:0). Asystował przy bramce Rafika Abdessamada w 32. minucie.
W sezonie 2011/2012 zagrał 7 meczów i strzelił gola. W kolejnym sezonie wystąpił w 16 meczów i też strzelił jedną bramkę. Sezon 2013/2014 zakończył z 19 meczami, 3 golami i asystą na koncie. W sezonie 2014/2015 zagrał 22 mecze i dwukrotnie asystował. Jego statystyki w sezonie 2015/2016 to 12 meczów, gol i asysta. Sezon 2016/2017 zakończył z 20 meczami, dwiema bramkami i dwiema asystami. 
W sumie w lidze zagrał 96 meczów, strzelił 8 goli i miał 6 asyst.

### FUS Rabat
5 lipca 2017 roku dołączył do FUS Rabat. W stołecznym zespole zadebiutował 10 września 2017 roku w meczu przeciwko Wydadowi Casablanca (wygrana 1:3). W debiucie strzelił gola – do bramki trafił w 5. minucie. Pierwszą asystę zaliczył 10 listopada 2018 roku w meczu przeciwko Difaâ El Jadida (wygrana 1:2). Asystował przy bramce Karima Benarifa w 24. minucie. W sumie zagrał 22 mecze ligowe, strzelił 7 goli i miał asystę.

### Rapide Oued Zem
7 sierpnia 2019 roku przeszedł do Rapide Oued Zem. Zadebiutował tam 15 września 2019 roku w meczu przeciwko Mouloudii Wadżda. Na boisku pojawił się w 72. minucie, zszedł wtedy Abdoulaye Diarra. Pierwsze bramki strzelił 7 grudnia 2019 roku w meczu przeciwko Olympic Safi (wygrana 3:1). Do siatki trafił w 38. i 60. minucie. Łącznie zagrał 27 meczów i strzelił 16 bramek, zostając królem strzelców GNF 1.

### Renaissance Berkane
7 listopada 2020 roku podpisał kontrakt z Renaissance Berkane. W tym klubie zadebiutował 5 grudnia 2020 roku w meczu przeciwko Renaissance Zemamra (wygrana 0:2). Zastąpił Hamdiego Laachira w 81. minucie. Pierwszą bramkę strzelił 13 grudnia 2020 roku w meczu przeciwko Rapide Oued Zem (wygrana 1:3). Do siatki trafił w 36. minucie. Pierwszą asystę zaliczył 26 kwietnia 2021 roku w meczu przeciwko Difaâ El Jadida (2:0). Asystował przy bramce Hamdiego Laachira w 3. minucie. Łącznie w zespole z Barkan rozegrał 71 meczów ligowych, strzelił 14 goli i miał 6 asyst. Zdobył puchar Maroka (2021/2022, 2022/2023), Afrykański Puchar Konfederacji (2021/2022) oraz Afrykański Super Puchar (2022/2023).

### Powrót do Safi
8 września 2023 roku powrócił do Olympic Safi. Po powrocie zagrał 24 mecze, strzelił gola i miał asystę (stan na 11 października 2024).

## Kariera reprezentacyjna
Zagrał jedno spotkanie w barwach reprezentacji U-23 – mecz odbył się 23 marca 2013 roku, a Maroko grało przeciwko reprezentacji Turcji U-23 (porażka 1:0). Na boisku pojawił się w 61. minucie, zmienił Omara Ati Allaha.